# Stożkówka gajowa
Stożkówka gajowa (Conocybe nemoralis Harmaja) – gatunek grzybów z rodziny gnojankowatych (Bolbitiaceae).

## Systematyka i nazewnictwo
Pozycja w klasyfikacji według Index Fungorum: Conocybe, Bolbitiaceae, Agaricales, Agaricomycetidae, Agaricomycetes, Agaricomycotina, Basidiomycota, Fungi.
Po raz pierwszy opisał go w 1979 r. Harri Harmaja w Finlandii. Wskazał holotyp. Synonim: Pholiotina nemoralis (Harmaja) Bon 1991. Polska nazwa według internetowego atlasu grzybów. Epitet gatunkowy jest tłumaczeniem nazwy naukowej.

## Morfologia
Kapelusz o średnicy 1,5–2 cm, początkowo dzwonkowato-wypukły, potem nieco rozszerzający się z wiekiem, na koniec nisko wypukły, z niewyraźnym garbkiem. Brzeg u młodych okazów podwinięty, z czasem wyprostowany. Jest higrofaniczny, w stanie wilgotnym półprzezroczyście prążkowany do połowy promienia kapelusza, brudnobrązowy z oliwkowym odcieniem, blaknący do ochrowego, z wyjątkiem środka, który jest czerwonobrązowy, w stanie suchym jasno rdzawobrązowy z ciemniejszym środkiem. Młode okazy pokryte drobnymi, białawymi, łatwo odrywającymi się błoniastymi łuskami, których często jednak nie ma w starych kapeluszach. Powierzchnia sucha, ale nieco śliska, raczej matowa, gładka i naga, ale miejscami z małymi przylegającymi pozostałościami osłony, które przy brzegu tworzą okrąg, miejscami zwisając z kapelusza.
Trzon
O wysokości 4–6 cm, grubości 0,15–0,3 cm, zakrzywiony do nieco krętego, słabo rozszerzający się ku dołowi, u podstawy nieco bardziej wyraźnie, bardzo tępy, pusty już w młodości, cylindryczny lub spłaszczony. Jest higrofaniczny, w stanie wilgotnym wyraźnie bledszy niż wilgotny kapelusz, w całości jednakowo brązowawy, z podstawą szybko ciemniejącą i ostatecznie przyjmującą kolor wilgotnego kapelusza (ale zwykle nieco bardziej czerwono-brązową). Powierzchnia sucha, nieco błyszcząca, z bladym, drobnym i włóknistym nalotem, z wyjątkiem wierzchołka, który jest otoczony bardzo drobnymi granulkami. Pierścienia brak, u podstawy skąpy białawy kutner.
Blaszki
Przyrośnięte, gęste, najszersze w środku lub w pobliżu, o szerokości 4–5 mm, u młodych okazów zasłonięte osłoną zanikającą wiekiem, higrofaniczne, w stanie wilgotnym brudno czerwonobrązowe, prawie w tym samym kolorze, jak kapelusz, ale o mniej oliwkowym odcieniu, po wyschnięciu rdzawobrązowe, nieco ciemniejsze niż kapelusz. Około. 25 blaszek pełnych, dochodzących do trzonu, bez rozwidleń, pomiędzy nimi blaszeczki (l =3). Krawędzie białawe, lekko karbowane.
Miąższ grzyba
W stanie wilgotnym higrofaniczny, o tej samej barwie co kapelusz lub trzon, również blaknący wraz z nim, raczej kruchy, słabo ciemniejący po uciśnięciu. Zapach słaby, nieco grzybowy, smak łagodny, grzybowy.
Cechy mikroskopowe
Zarodniki w stanie dojrzałym 10,0–12,5 × 5–6,3 µm, w widoku z boku lekko spłaszczone, bardzo słabo migdałowate, niewyraźnie najszersze w środku, w widoku z przodu umiarkowanie do raczej wąsko eliptycznych lub wąsko jajowate. Ściana o grubości ok. 0,4–0,7 µm, gładka, brązowa, silnie cyjanofilna w niedojrzałych zarodnikach, niecyjanofilna w całkowicie dojrzałych zarodnikach, z wyjątkiem pory rostkowej, na której bladoniebieski obszar utrzymuje się. Pora rostkowa na wierzchołku zarodnika, wyraźna, centralna, o średnicy 1,0–1,5 µm, wyrostek wnęki mały, ok. 0,8–1 × 0,6–0,8 µm, hialinowy. Podstawki 18–30 × 7–9 µm, czerwone, szeroko zgrubiałe do wąsko gruszkowatych, 4-zarodnikowe o słabo cyjanofilnych ścianach. Cheilocystydy wrzecionowato wybrzuszone, często lekko poszerzone w kierunku wierzchołków, niektóre nawet prawie główkowate, zwykle mniej lub bardziej asymetryczne, 15–30 × 6–9 × 2,5–5 µm z tępymi wierzchołkami o średnicy 3,0–5 µm i szyjką o zmiennej długości. Pleurocystyd brak.

## Występowanie i siedlisko
Brak go w opracowanej w 2003 roku przez Władysława Wojewodę „Krytycznej liście wielkoowocnikowych grzybów podstawkowych Polski”, ale jego stanowiska podano w późniejszych latach (jako Pholiotina nemoralis).
Stożkówki to grzyby saprotroficzne. Okazy znalezione przez H. Harmaję rosły na wapiennej glebie w niewielkich grupach w kilku miejscach w wilgotnym lesie nadbrzeżnym z trawami i ziołami. Las ten najprawdopodobniej corocznie był wczesną wiosną zalewany przez wodę. Podłoże składało się głównie ze ściółki z liści drzew liściastych (olsza szara, czeremcha zwyczajna i inne), zwykle w stadium dość zaawansowanego rozkładu, czasami był to goły muł i martwe gnijące części roślin (ogonki liściowe paproci). Owocniki pojawiły się w połowie czerwca.